# Železná Ruda
Železná Ruda (letteralmente “Minerale di ferro”; in tedesco Markt Eisenstein) è una città della Repubblica Ceca facente parte del distretto di Klatovy, nella regione di Plzeň. Situata a circa 170 km di distanza da Praga, la città è immersa nel comprensorio del parco naturale di Šumava.

## Luoghi di Interesse

### Natura
Il paese è circondato da foreste e montagne. La natura quasi incontaminata offre posti molto suggestivi da visitare come i laghi Černé (lago nero) e Čertovo jezero (lago del diavolo) o il monte Špičák (1.202 m).

### Tecnologia
Da Železná Ruda passa la più lunga galleria ferroviaria della Repubblica Ceca, lunga 1747 m, che passa attraverso il monte Špičák.

## Economia
L'economia locale si basa prevalentemente sul turismo. Železná Ruda infatti è uno dei centri sciistici più rinomati ed apprezzati della Selva Boema nonché un ottimo punto di partenza per molte escursioni. Questo tipo di economia ha contribuito alla creazione di molti alberghi, B&B, ristoranti, bar, casinò, night club.

## Amministrazione

### Gemellaggi
- Aldeno